# Atomstroiexport

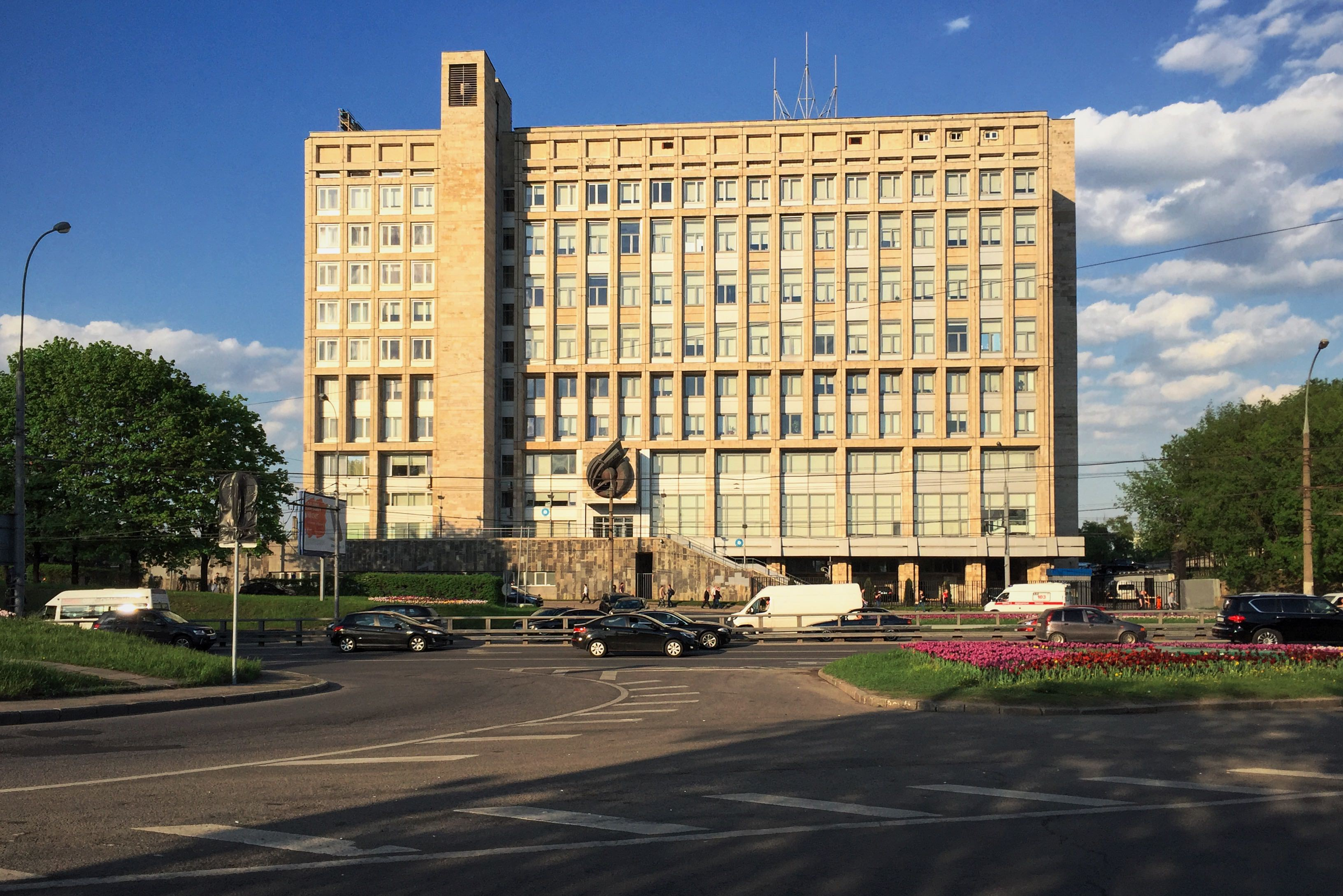
Verwaltungsgebäude Atomstroyexport, Moskau

Atomstroiexport (ASE) (russisch Атомстройэкспорт) ist ein russisches staatliches Unternehmen, das im Bereich Kernkraftwerksbau tätig ist. Das Unternehmen wurde zur Errichtung von Kernkraftwerken im Ausland und zur Stärkung des Exports der russischen Kerntechnologie durch die Föderale Agentur für Atomenergie Russlands (Rosatom) gegründet. 

## Geschichte
Atomstroiexport entstand 1998 durch den Zusammenschluss von AO „Atomenergoexport“ und VPO „Sarubeschatomenergostroi“. Atomenergoexport realisierte die meisten aufgrund zwischenstaatlicher Verträge mit der Sowjetunion vereinbarten Aufträge zur Errichtung osteuropäischer Kernkraftwerke. Die unvollendeten Aufträge wurden nach dem Zusammenschluss von Atomstroiexport fortgeführt.
Atomstroiexport gehört seit 2007 der russischen staatlichen Holdinggesellschaft Atomenergoprom an. Rosenergoatom ist die Betreibergesellschaft von Rosatom. Atomenergomash (AEM Group) ist der Hersteller von Anlagen für Atomstroiexport.

## Kernenergietechnik
Das Unternehmen baut hauptsächlich Kernkraftwerke des Reaktortyps WWER und ist vor allem in Osteuropa und Asien tätig. Momentan werden unter anderem Projekte in Russland, Iran, Kasachstan, Indien und China realisiert.

## Entwicklungen
Am 14. Dezember 2009 übernahm Atomstroiexport für 23,5 Millionen Euro das deutsche Unternehmen Nukem Technologies, das vor allem im Bereich der Stilllegung von Nuklearanlagen tätig ist.

## Projekte
Aktuelle Kraftwerksbauten sind z. B.:
- Kernkraftwerk Tianwan in China (bis zu acht WWER-1000/428 Reaktoren AES-91, vier bereits in Betrieb)
- Kernkraftwerk Buschehr im Iran (drei WWER-1000/446 Reaktoren, erster schon in Betrieb)
- Kernkraftwerk Belene in Bulgarien (zwei WWER-1000/466 Reaktoren, Bau 2012 eingestellt)
- Kernkraftwerk Kudankulam in Indien (zwei WWER-1000/412 Reaktoren AES-92, erster schon in Betrieb)
- Kernkraftwerk Nowoworonesch II in Russland (zwei WWER-1200/392M (AES-2006))
- Kernkraftwerk Leningrad II in Russland (zwei WWER-1200/491)
- Kernkraftwerk Paks in Ungarn (Modernisierungsarbeiten bis 2009)
- Kernkraftwerk Akkuyu in der Türkei